# Dosarele X (sezonul 1)
Primul sezon al serialului de televiziune științifico-fantastic Dosarele X a fost difuzat pe rețeaua Fox din Statele Unite în perioada 10 septembrie 1993 - 13 mai 1994. Sezonul cuprinde 24 de episoade.
Primul sezon prezintă personajele principale - Fox Mulder⁠(d) (David Duchovny) și Dana Scully⁠(d) (Gillian Anderson) - și personajele episodice ale serialului -  Deep Throat⁠(d) (Jerry Hardin), Walter Skinner⁠(d) (Mitch Pileggi) și Fumătorul⁠(d) (William B. Davis). Povestea serialului este centrată pe investigarea unor cazuri paranormale și supranaturale, cunoscute sub denumirea de Dosarele X, de către Biroul Federal de Investigații. De asemenea, sezonul introduce elemente fundamentale ale mitologiei serialului⁠(d).
Influențat de serialele Kolchak: The Night Stalker⁠(d) și Zona crepusculară, creatorul Chris Carter a prezentat de două ori proiectul reprezentanților Fox înainte ca acesta să fie preluat de rețeaua de televiziune. Primul sezon al serialului a câștigat repede popularitate, numărul telespectatorilor crescând treptat pe parcursul difuzării sale, și a obținut recenzii pozitive atât din partea criticilor, cât și din partea presei. Actorii principali au devenit adevărate superstaruri, iar o parte din sloganurile serialului au pătruns în cultura contemporană.

## Concept și teme
Deși proiectul a fost inițial influențat de Kolchak și Zona crepusculară, Carter a declarat că ideea principală a serialului este preluată din mitologia OZN-urilor. După ce a citit lucrările lui John Edward Mack - în special un studiu conform căruia 3% din americani susțin că au fost răpiți de extratereștri - Carter a formulat tema centrală a serialului. În încercarea de a evita limitele sesizate în Kolchak, unde evenimente misterioase se manifestă încontinuu în același loc și sunt descoperite accidental de același personaj, acesta a introdus o echipă de agenți FBI însărcinată cu investigarea cazurilor paranormale. În primele etape ale producției, Carter și-a propus ca majoritatea episoadelor să prezinte fie farse⁠(d), fie cazuri considerate în mod greșit paranormale. Cu toate că această propunere nu a fost implementată, „Jose Chung's From Outer Space⁠(d)” din sezonul al treilea reprezintă astfel de episod.
Povestea serialului urmărește investigațiile desfășurate de cele două personaje principale, definite în schița originală drept „credinciosul” și „scepticul”. Acestea abordează diferit evenimentele anchetate; în timp ce credinciosul Fox Mulder este motivat în cercetările sale de convingerea că dispariția surorii sale în copilărie reprezintă de fapt un caz de răpire extraterestră, Dana Scully, modelată după Clarice Starling⁠(d) din Tăcerea mieilor, analizează toate fenomenele prin prisma metodelor științifice și privește cu scepticism dimensiunea supranaturală a afirmațiilor partenerului său. Cu toate că studioul le-a cerut să creeze o „femeie fatală”, echipa a considerat că personajul trebuie să fie unul „autentic”.
În ceea ce privește tematica serialului, deși subiectul principal este reprezentat de fenomenul răpirilor extraterestre, s-a decis ca unele episoade să abordeze subiecte din domeniul paranormalului, criptozoologiei, demonologiei și mitologiei în încercarea de a evita epuizarea subiectului principal, fapt care a condus la dezvoltare unor episoade independente precum „Squeeze⁠(d)”, „The Jersey Devil⁠(d)” (despre diavolul din Jersey), „Fire⁠(d)” (despre pirokinezie⁠(d)), „Lazarus⁠(d)”, „Born Again⁠(d)”, „Shadows⁠(d)” (despre reîncarnare sau transmigrație), „Ghost in the Machine⁠(d)” (despre IA ostilă) și „Shapes⁠(d)” (despre vârcolaci). În același timp, unele episoade prezentau povești cu elemente specifice temei centrale, însă nu intrau în categoria celor care alcătuiesc mitologia serialului⁠(d). „Ice⁠(d) (despre un virus extraterestru) și „Conduit⁠(d)” (despre un caz de răpire extraterestră) sunt astfel de exemple. 

## Producție

### Dezvoltare
Californianul Chris Carter a avut oportunitatea de a produce emisiuni pentru rețeaua Fox la începutul anilor 1990. După numeroase comedii realizate pentru studioul Walt Disney Pictures, acesta a dezvoltat serialul Dosarele X și a scris episodul pilot în 1992, fiind inspirat de un raport conform căruia 3,7 milioane de americani au fost răpiți de extratereștri, de amintirile despre afacerea Watergate și de serialul de groază Kolchak: The Night Stalker⁠(d) din anii 1970. Neînțelegerile au apărut imediat; directorii doreau ca Scully să aibă un partener romantic, iar personajul să fie interpretat fie de o actriță consacrată, fie de o actriță „mai înaltă, mai blondă și mai pieptoasă” decât Gillian Anderson. Deși avea doar 24 de ani, multă experiență în teatru și foarte puțină experiență în film, Carter a considerat că Anderson era singura actrița potrivită pentru rolul lui Scully.
Propunerea inițială pentru Dosarele X a fost respinsă de directorii rețelei Fox. Carter a dezvoltat conceptul în detaliu, iar câteva săptămâni mai târziu, a primit aprobare pentru producerea episodului pilot. Acesta a lucrat împreună cu producătorul Daniel Sackheim⁠(d), cunoscut pentru serialul NYPD Blue - Viață de polițist⁠(d), la dezvoltarea primului episod. Cei doi au fost inspirați de documentarul Linia subțire albastră⁠(d) din 1988 și de serialul de televiziune englez Suspect de crimă⁠(d). De asemenea, Carter a fost influențat atât de serialele Kolchak: The Night Stalker și Zona crepusculară, vizionate în copilărie, cât și de recent lansatul lungmetraj Tăcerea mieilor. Acțiunea serialului este centrată pe investigațiile agenților FBI în încercarea de a oferi credibilitate cazurilor cercetate. Relația dintre cei doi protagoniști urma să rămână una strict platonică, urmând modelul personajelor Emma Peel (Diana Rigg) și John Steed (Patrick Macnee) din serialul The Avengers.
În primele etape de producție, Carter a înființat compania Ten Thirteen Productions⁠(d) și a început să planifice filmarea episodului pilot în Los Angeles. Cu toate acestea, au decis să mute producția în Vancouver, deoarece nu au reușit să găsească locuri potrivite pentru majoritatea scenelor. Următoarele cinci sezoane vor fi produse aici, însă producția va fi mutată în Los Angeles începând cu al șaselea sezon⁠(d). Echipa de producție a angajat doi regizori de locație⁠(d) când a realizat că multe episoade din primul sezon trebuie filmate în diverse locații⁠(d) și nu pe platoul de filmare⁠(d).

### Distribuție
David Duchovny lucrase în Los Angeles cu trei ani înainte de Dosarele X și dorea să urmeze o carieră în film. În 1993, managerul său, Melanie Green, i-a prezentat scenariul pentru episodul pilot al serialului. Cei doi au fost impresionați de scenariu, iar Duchovny s-a prezentat la casting pentru rolul protagonistului. Interpretarea din timpul probelor⁠(d) a fost „superbă”, însă a vorbit cam încet. Lui Carter i-a dat impresia că este „încet la minte”, iar acesta a discutat cu actorul și i-a sugerat să-și imagineze că este agent FBI pe durata săptămânii viitoare. Directorul de casting al serialului a fost însă uimit de interpretarea sa. Conform lui Carter, Duchovny s-a dovedit a fi unul dintre cei mai citiți oameni pe care i-a cunoscut. Deși era obligat prin contract să găsească doi potențiali actori pentru rolul lui Mulder, scenaristul era convins că Duchovny a fost alegerea potrivită încă de la început. Cu toate că a obținut rolul, actorul nu credea că serialul va fi unul de succes sau de lungă durată.
În cazul personajului Dana Scully, Carter a insistat că actrița Gillian Anderson era perfectă, însă directorii rețelei voiau o „femeie fatală” pentru acest rol, sperând că între cei doi protagoniști va exista o relație romantică. Carter a menționat însă că nu dorește ca personajele să se îndrăgostească. Anderson a declarat că prezența sa pe platourile de filmare ale primului sezon a fost „o experiență complet nouă pentru mine - eram pentru a doua oară în carieră în fața unei camere”.
Dosarele X îl introduce și pe directorul adjunct Walter Skinner⁠(d), interpretat de Mitch Pileggi. Inițial personaj episodic, acesta devine mai târziu personaj principal. Pileggi a susținut probe pentru mai multe roluri din serial, dar fără prea mult succes; a obținut în cele din urmă rolul lui Skinner. A fost nedumerit când i s-a cerut să revină la probe pentru această parte, descoperind ulterior că scriitorul Chris Carter nu putea să și-l imagineze interpretând aceste personaje, deoarece actorul avea capul ras. Când a revenit la probe, era într-o dispoziție proastă și părul îi crescuse la loc, însă atitudinea se potrivea cu cea a personajului său. Conform lui Pileggi, dacă ar fi obținut oricare dintre rolurile precedente, probabil ar fi apărut doar într-un singur episod și ar fi ratat ocazia să interpreteze rolul secundar al directorului Walter Skinner.
Influența lui Glen Morgan și a lui James Wong asupra mitologiei serialului a condus la introducerea unor personaje secundare⁠(d) populare precum familia Scully -  tatăl William (Don S. Davis⁠(d)), mama Margaret (Sheila Larken⁠(d)) și sora Melissa (Melinda McGraw⁠(d)) - și trioul conspiraționist The Lone Gunmen.

### Scenariu
Din moment ce nu exista nicio certitudine cu privire la durata proiectului, nu a fost formulat un plan pe termen lung pentru scriitori. Inițial centrat în jurul fenomenului de răpire extraterestră, echipa de producție nu era convinsă că serialul va rămâne interesant pentru telespectatori în lipsa unor povești independente de tema sa centrală. Prin urmare, primul sezon a prezentat atât numeroase povești de sine stătătoare cu „monstrul săptămânii⁠(d)”, cât și povești cu mușamalizări guvernamentale sau extraterestre fără vreo legătură aparentă între ele - e.g. viermii arctici spațiali din „Ice” și gemenii modificați genetic din „Eve⁠(d)”. Carter însuși a scris „Space⁠(d)” - un episod despre manifestarea unui „spectru” extraterestru în cadrul programului space shuttle al NASA. Acesta a depășit costurile de producție și a devenit cel mai scump episod din primul sezon.
Până la sfârșitul primului sezon, Carter și personalul său au dezvoltat o mare parte din conceptele generale ale mitologiei dosarelor X. Primul sezon l-a prezentat pe antagonistul principal al serialului - Fumătorul⁠(d) (William B. Davis) și a dezvăluit informații despre dispariția surorii lui Mulder, Samantha Mulder⁠(d), a cărei răpire reprezintă unul dintre principalele fire narative ale emisiunii. Mitologia a fost consolidată în episodul final „The Erlenmeyer Flask⁠(d)”, scris de Carter și nominalizat la Premiul Edgar. Acesta a fost scris la începutul anului 1994 și prezenta atât suspendarea investigațiilor supranaturale, cât și transferul celor doi agenți în alte departamente din cadrul FBI. La momentul scrierii sale, nu se știa dacă serialul va fi anulat sau va continua cu un al doilea sezon. Ultimul episod a fost primul regizat de producătorul executiv R. W. Goodwin⁠(d).

### Echipa
Creatorul serialului - Chris Carter - a ocupat funcțiile de producător executiv și showrunner⁠(d). De asemenea, este autorul a nouă episoade. Coproducătorii executivi Glen Morgan și James Wong au scris împreună șase episoade. Producătorii seniori⁠(d) Alex Gansa⁠(d) și Howard Gordon⁠(d) au scris cinci episoade, iar Gordon și Carter au redactat împreună un scenariu suplimentar. Echipa alcătuită din scriitorii Larry și Paul Barber au scris un episod. Consultantul executiv Chris Ruppenthal⁠(d) a scris un singur episod, iar Kenneth Biller⁠(d) și Chris Brancato⁠(d) au scris un scenariu. La rândul lor, scriitorii Scott Kaufer și Marilyn Osborn⁠(d), respectiv producătorii Joseph Patrick Finn și Paul Rabwin⁠(d) și-au lăsat amprenta pe episoadele serialului.
David Nutter a regizat cele mai multe episoade din primul sezon (6 episoade). Producătorul senior Daniel Sackheim⁠(d)  regizat două episoade. Alți regizori cu două episoade sunt Jerrold Freedman, William Graham, Michael Lange⁠(d), Joe Napolitano⁠(d) și Larry Shaw⁠(d). În lista regizorilor cu un singur episod sunt Rob Bowman, Fred Gerber⁠(d), coproducătorul executiv R.W. Goodwin, Michael Katleman⁠(d), Harry Longstreet și Robert Mandel⁠(d).

## Distribuție

### Actori principali
- David Duchovny - agentul FBI Fox Mulder
- Gillian Anderson - agentul FBI Dana Scully

### Actori secundari
- Jerry Hardin - Deep Throat
- William B. Davis - Fumătorul

### Actori invitați
- Doug Hutchison - Eugene Victor Tooms
- Charles Cioffi - Scott Blevins
- Mitch Pileggi - Walter Skinner
- Bruce Harwood - John Fitzgerald Byers
- Tom Braidwood - Melvin Frohike
- Dean Haglund - Richard Langly
- Zachary Ansley - Billy Miles
- Scott Bellis - Max Fenig
- Don S. Davis - William Scully
- Lindsey Ginter - Crew Cut Man
- Sarah Koskoff - Theresa Nemman
- Sheila Larken - Margaret Scully

## Episoade
Episoadele marcate cu crucea dublă (‡) sunt episoade din mitologia serialului⁠(d).
| Nr. în serial | Nr. în sezon | Titlu                      | Regizat de       | Scris de                        | Data difuzării     | Cod de producție | U.S. telespectatori (milioane) |
| --- | ------------ | -------------------------- | ---------------- | ------------------------------- | ------------------ | ---------------- | ------------------------------ |
| 1 | 1            | „Pilot⁠(d)”‡                | Robert Mandel    | Chris Carter                    | 10 septembrie 1993 | 1X79             | 12.0                           |
| Agenta Dana Scully este trimisă să lucreze alături de Fox Mulder la celebrele dosare X în încercarea de a dezminți caracterul paranormal al cazurilor. Primul lor caz constă în cercetare unor presupuse răpiri extraterestre: tânărul Billy Milees își duce colegii de clasă în pădure, iar aceștia sunt uciși de o lumină puternică. |              |                            |                  |                                 |                    |                  |                                |
| 2 | 2            | „Deep Throat⁠(d)”‡          | Daniel Sackheim  | Chris Carter                    | 17 septembrie 1993 | 1X01             | 11.1                           |
| Mulder și Scully călătoresc în Idaho pentru a investiga dispariția unui pilot militar. Aceștia observă o activitate aeriană neobișnuită, ceea ce îl determină pe Mulder să afirme existența unei conspirații guvernamentale. Mulder pătrunde în mod ilegal într-o baza militară și este observat de una dintre aeronave, însă este capturat de soldați și i se șterge memoria înainte să fie eliberat.                                                                                    |              |                            |                  |                                 |                    |                  |                                |
| 3 | 3            | „Squeeze⁠(d)”               | Harry Longstreet | Glen Morgan & James Wong        | 24 septembrie 1993 | 1X02             | 11.1                           |
| Mulder și Scully investighează o serie de crime inexplicabile. Muler suspectează că Eugene Victor Tooms, un administrator aparent normal, este un mutant care își ucide victimele și le consumă ficatul. |              |                            |                  |                                 |                    |                  |                                |
| 4 | 4            | „Conduit⁠(d)”               | Daniel Sackheim  | Alex Gansa & Howard Gordon      | 1 octombrie 1993   | 1X03             | 9.2                            |
| În timp ce directorul departamentului - Scott Blevinsn - își exprimă îngrijorarea cu privire la direcția investigațiilor din dosarele X, Mulder devine obsedat de rezolvarea unui caz de răpire extraterestră identic cu cel al surorii sale - Samantha Mulder. |              |                            |                  |                                 |                    |                  |                                |
| 5 | 5            | „The Jersey Devil⁠(d)”      | Joe Napolitano   | Chris Carter                    | 8 octombrie 1993   | 1X04             | 10.4                           |
| Cazul uciderii unui om fără adăpost este similar din toate punctele de vedere cu o crimă comisă în 1947, fapt care îi conduce pe Mulder și Scully pe urmele legendarei creaturi numite diavolul din Jersey. |              |                            |                  |                                 |                    |                  |                                |
| 6 | 6            | „Shadows⁠(d)”               | Michael Katleman | Glen Morgan & James Wong        | 22 octombrie 1993  | 1X05             | 8.8                            |
| Când o forță nevăzută comite mai multe crime în prezența unei tinere, Mulder bănuiește că este spiritul fostului șef al femeii. Deși s-a stabilit că a murit prin sinucidere, bărbatul a fost de fapt ucis de partenerul său de afaceri și încearcă în prezent să-și protejeze angajata. |              |                            |                  |                                 |                    |                  |                                |
| 7 | 7            | „Ghost in the Machine⁠(d)”  | Jerrold Freedman | Alex Gansa & Howard Gordon      | 29 octombrie 1993  | 1X06             | 9.5                            |
| Când se decide că este ineficient în gestionarea unei clădiri de birouri, un computer cu inteligență artificială foarte avansată începe să ucidă pentru a rămâne în funcțiune. |              |                            |                  |                                 |                    |                  |                                |
| 8 | 8            | „Ice⁠(d)”                   | David Nutter     | Glen Morgan & James Wong        | 5 noiembrie 1993   | 1X07             | 10.0                           |
| Când membrii unei echipe de cercetare din Arctica se omoară între ei în mod misterios la câteva zile după forarea celei mai adânci găuri de foraj, Mulder și Scully însoțesc o echipă de medici și oameni de știință pentru a investiga evenimentele neobișnuite. Aceștia descoperă un organism care infectează ființele și intensifică atât sentimentul de furie, cât și cel de paranoia al gazdei sale. Neștiind cine a fost infectat, între nou-veniți încep să apară conflicte.       |              |                            |                  |                                 |                    |                  |                                |
| 9 | 9            | „Space⁠(d)”                 | William Graham   | Chris Carter                    | 12 noiembrie 1993  | 1X08             | 10.7                           |
| O forță misterioasă sabotează un program spațial, iar toate indiciile conduc la comandantul echipei. În trecut, acesta a declarat că a văzut un extraterestru în spațiu în timp ce observa planeta Marte de pe orbita Pământului. Extraterestrul revine alături de el pe Terra pentru a-l chinui și a distruge noul său program spațial. |              |                            |                  |                                 |                    |                  |                                |
| 10 | 10           | „Fallen Angel⁠(d)”‡         | Larry Shaw       | Howard Gordon & Alex Gansa      | 19 noiembrie 1993  | 1X09             | 8.8                            |
| Viitorul dosarelor X devine incert odată cu arestarea agentului FBI Fox Mulder de către armată la locul prăbușirii unui OZN. În închisoare, acesta îl întâlnește pe Max Fenig, un obsedat de extratereștri, al cărui grup - NICAP - îi urmărește investigațiile. Când Mulder este eliberat, Scully îl îndeamnă să revină în Washington pentru a-și salva slujba. Descoperă însă Fenig este victim unei răpiri extraterestre și ignoră sfatul lui Scully în încercarea de a-i salva viața. |              |                            |                  |                                 |                    |                  |                                |
| 11 | 11           | „Eve⁠(d)”                   | Fred Gerber      | Kenneth Biller & Chris Brancato | 10 decembrie 1993  | 1X10             | 10.4                           |
| Când doi tați din zone diferite ale țării sunt uciși în mod inexplicabil concomitent și în același mod, Mulder și Scully descoperă că fiicele lor în vârstă de opt ani sunt gemene identice și au fost create pentru a continua Experimentul Litchfield, un proiect de eugenie inițiat în anii 1950, care a produs clone masculine pe nume Adam și feminine pe nume Eva. Subiecții studiului au puteri fizice și intelectule sporite, dar sunt predispuse la comportamente psihotice.     |              |                            |                  |                                 |                    |                  |                                |
| 12 | 12           | „Fire⁠(d)”                  | Larry Shaw       | Chris Carter                    | 17 decembrie 1993  | 1X11             | 11.1                           |
| Mulder investighează moartea unor demnitari britanici la ordinul unei vechi iubite din Oxford. Agenții descoperă că tânărul Cecil L'Ively are capacitate de a aprinde focuri cu ajutorul minții și o vrea pe soția lui Sir Malcolm Marsden. |              |                            |                  |                                 |                    |                  |                                |
| 13 | 13           | „Beyond the Sea⁠(d)”        | David Nutter     | Glen Morgan & James Wong        | 7 ianuarie 1994    | 1X12             | 10.8                           |
| Deținutul Luther Lee Boggs, condamnat la moarte, susține că este medium și este dispus să-l ajute pe Mulder să găsească un criminal în serie dacă pedeapsa îi este comutată la închisoare pe viață. Rolurile agenților sunt inversate în acest episod: Mulder pune la îndoială afirmația lui Boggs, iar Scully este convinsă când deținutul îi dezvăluie că poate comunica cu tatăl ei recent decedat.                                                                                    |              |                            |                  |                                 |                    |                  |                                |
| 14 | 14           | „Gender Bender⁠(d)”         | Rob Bowman       | Larry Barber & Paul Barber      | 21 ianuarie 1994   | 1X13             | 11.1                           |
| O serie de crime sexuale asemănătoare, în care ucigașul pare să fie atât bărbat, cât și femeie, îi conduce pe Mulder și Scully într-o comunitate religioasă ai cărui membri ar putea fi de origine extraterestră. Acolo, cei doi agenți descoperă un bărbat care își poate schimba sexul. |              |                            |                  |                                 |                    |                  |                                |
| 15 | 15           | „Lazarus⁠(d)”               | David Nutter     | Alex Gansa & Howard Gordon      | 4 februarie 1994   | 1X14             | 12.1                           |
| Agentul FBI Jack Willis și tâlharul Warren Dupre sunt împușcați în același timp în timpul unei tentative de jaf; Dupre moare, iar Willis este resuscitat. Când Willis părăsește spitalul în grabă și manifestă un comportament ieșit din comun, Mulder ajunge la concluzia că conștiința lui Dupre a fost transferată în trupul lui Willis. |              |                            |                  |                                 |                    |                  |                                |
| 16 | 16           | „Young at Heart⁠(d)”        | Michael Lange    | Scott Kaufer and Chris Carter   | 11 februarie 1994  | 1X15             | 11.5                           |
| Criminalul psihotic John Barnett, ale cărui crime au fost investigate de Mulder, îl consideră vinovat pe agent pentru încarcerarea sa și caută răzbunare. Înainte de eliberarea sa, un medic renegat descoperă o modalitate de a inversa procesul de îmbătrânire, iar Barnett devine primul său subiect. Agenții FBI se grăbesc să-l prindă pe tânărul Barnett, acum de nerecunoscut, înainte ca acesta să-i ucidă pe toți apropiații lui Mulder.                                         |              |                            |                  |                                 |                    |                  |                                |
| 17 | 17           | „E.B.E.⁠(d)”‡               | William Graham   | Glen Morgan & James Wong        | 18 februarie 1994  | 1X16             | 9.2                            |
| Mulder și Scully primesc informații de la Deep Throat despre un OZN doborât deasupra Irakului și transportat în secret în Statele Unite. În același timp, Deep Throat îi induce intenționat în eroare pe agenți în încercarea de a-i împiedica să descopere adevărul. Este primul episod în care apare grupul The Lone Gunmen. |              |                            |                  |                                 |                    |                  |                                |
| 18 | 18           | „Miracle Man⁠(d)”           | Michael Lange    | Chris Carter & Howard Gordon    | 18 martie 1994     | 1X17             | 11.6                           |
| Mulder și Scully călătoresc în Tennessee pentru a investiga mișcarea religioasă „Miracle Ministry” și atracția sa principală – un tânăr înzestrat cu abilitatea de a vindeca oamenii printr-o simplă atingere – când o persoană moare la scurt timp după vindecare. |              |                            |                  |                                 |                    |                  |                                |
| 19 | 19           | „Shapes⁠(d)”                | David Nutter     | Marilyn Osborn                  | 1 aprilie 1994     | 1X18             | 11.5                           |
| Mulder și Scully sosesc într-o rezervație indiană din nord-vestul Montanei în vederea investigării unui caz de ucidere din culpă. Mulder este convins că evenimentul are legătură cu primul dosar X creat de FBI despre licantropie. |              |                            |                  |                                 |                    |                  |                                |
| 20 | 20           | „Darkness Falls⁠(d)”        | Joe Napolitano   | Chris Carter                    | 15 aprilie 1994    | 1X19             | 12.5                           |
| Mulder și Scully călătoresc într-o zonă îndepărtată din Pădurea națională a statului Washington pentru a investiga dispariția unui grup de treizeci de tăietori de lemne. Aceștia descoperă curând că o entitate necunoscută a fost trezită la viață de activitatea muncitorilor. |              |                            |                  |                                 |                    |                  |                                |
| 21 | 21           | „Tooms⁠(d)”                 | David Nutter     | Glen Morgan & James Wong        | 22 aprilie 1994    | 1X20             | 13.4                           |
| Tooms este eliberat din spitalul de psihiatrie și este nevoit să ucidă încă o dată pentru a obține suficient ficat încât să poată hiberna pentru următorii treizeci de ani. Mulder și Scully lucrează contracronometru pentru a găsi dovezi ale implicării sale în alte cazuri de crimă din trecut înainte ca acesta să dispară din nou. Este primul episod în care apare directorul adjunct Walter Skinner.                                                                              |              |                            |                  |                                 |                    |                  |                                |
| 22 | 22           | „Born Again⁠(d)”            | Jerrold Freedman | Howard Gordon & Alex Gansa      | 29 aprilie 1994    | 1X21             | 13.7                           |
| După moartea unui detectiv și a fostului său partener în circumstanțe inexplicabile, Mulder descoperă că singurul martor al ambelor decese este o fetiță și consideră că aceasta este reîncarnarea unul polițist ucis de colegii săi. |              |                            |                  |                                 |                    |                  |                                |
| 23 | 23           | „Roland⁠(d)”                | David Nutter     | Chris Ruppenthal                | 6 mai 1994         | 1X22             | 12.5                           |
| Agenții Mulder și Scully investighează o serie de crime în Mahan Propulsion Laboratory. Oamenii de știință ai laboratorului mor pe capete, iar singurul suspect este un om de serviciu cu handicap mintal pe nume Roland. |              |                            |                  |                                 |                    |                  |                                |
| 24 | 24           | „The Erlenmeyer Flask⁠(d)”‡ | R. W. Goodwin    | Chris Carter                    | 13 mai 1994        | 1X23             | 14.0                           |
| O urmărire de mașini îi conduce pe Mulder și Scully la un laborator științific plin de dovezi care pot demonstra existența unei conspirații guvernamentale. |              |                            |                  |                                 |                    |                  |                                |

## Recepție

### Ratinguri

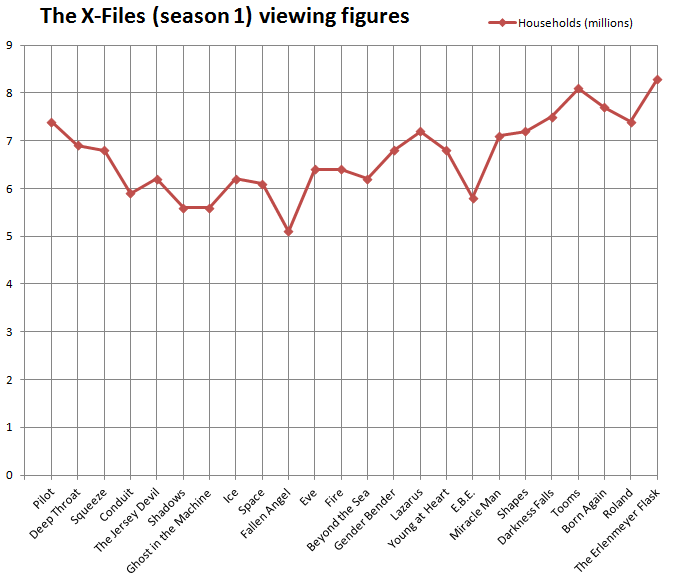
Ratinguri Nielson pentru primul sezon.

Serialul a avut ratinguri bune încă de la început, primul episod al sezonului fiind urmărit în 7.4 milioane de gospodării, adică de 15% din publicul aflat în fața televizoarelor la momentul respectiv. Dosarele X era difuzat după episoadele din The Adventures of Brisco County, Jr.⁠(d) și a înregistrat o scădere a numărului de telespectatori aproape de mijlocul sezonului. Cel mai mic rating a fost atins în timpul episodului „Fallen Angel⁠(d)”, urmărit în doar 5.1 milioane de gospodării. Totuși, după difuzarea acestui episod, ratingul a început să crească din nou, ajungând la apogeu cu „The Erlenmeyer Flask”, vizionat în 8.3 milioane de gospodării, adică de 16% din publicul disponibil. După încheierea sezonului 1993-94, Dosarele X s-a clasat pe locul 105 din 128 de emisiuni. Ratingurile nu au fost impresionante, dar serialul a atras suficienți fani pentru a-l transformat într-un „hit”, în special conform standardelor Fox, și a condus la aprobarea producerii unui nou sezon.

### Recenzii
Recenziile pentru primul sezon au fost în mare parte pozitive, proiectul fiind descris drept „cel mai paranoic și subversiv serial de pe micile ecrane”. Sezonul are în prezent un rating de 83% pe site-ul Rotten Tomatoes în baza a 35 de recenzii Pe Metacritic, sezonul a obținut un scor de 70 din 100 în baza a 14 recenzii. Mike Miksch remarca într-un articol pentru IGN că „unele episoade au atins un nivel de excelență rămas fără egal până și în prezent”, iar serialul a devenit parte integrantă a culturii pop contemporane. Bill Hunt a susținut într-o recenzie pentru The Digital Bits că cinematografia serialului este „impresionată și similară filmelor noir”. Într-un articol pentru blogul TV Squad⁠(d), Anna Johns numea sezonul „fenomenal” și declara că are „multe episoade grozave”.
Mai multe episoade au fost lăudate pe scară largă: „Squeeze⁠(d)” a fost numit „profund înfiorător”, „Ice” este „tensionat și alert”, iar episodul „Beyond the Sea” este caracterizat drept „remarcabil de înfiorător”. Cu toate acestea, nu toate episoadele au primit recenzii atât de pozitive. În ciuda producției costisitoare, „Space⁠(d)” a fost luat în derâdere, prezentarea dezastrului navetei Challenger fiind considerată „oarecum insipidă” și „lipsită de groază”. „The Jersey Devil” a fost descris drept „cam prostesc”, în timp ce intrigile episoadelor „Shadows⁠(d)”, „Born Again” și „Roland⁠(d)” au fost criticată din cauza numeroaselor elemente similare.

### Premii
Primul sezon a obținut două nominalizări la premiile Primetime Emmy⁠(d). Compozitorul Mark Snow a fost nominalizat la categoria „cea mai bună coloană sonoră”, iar designerii Bruce Bryant, James Castle și Carol Johnsen au câștigat categoria „Outstanding Main Title Design⁠(d)”.